# شرکت غذایی دل

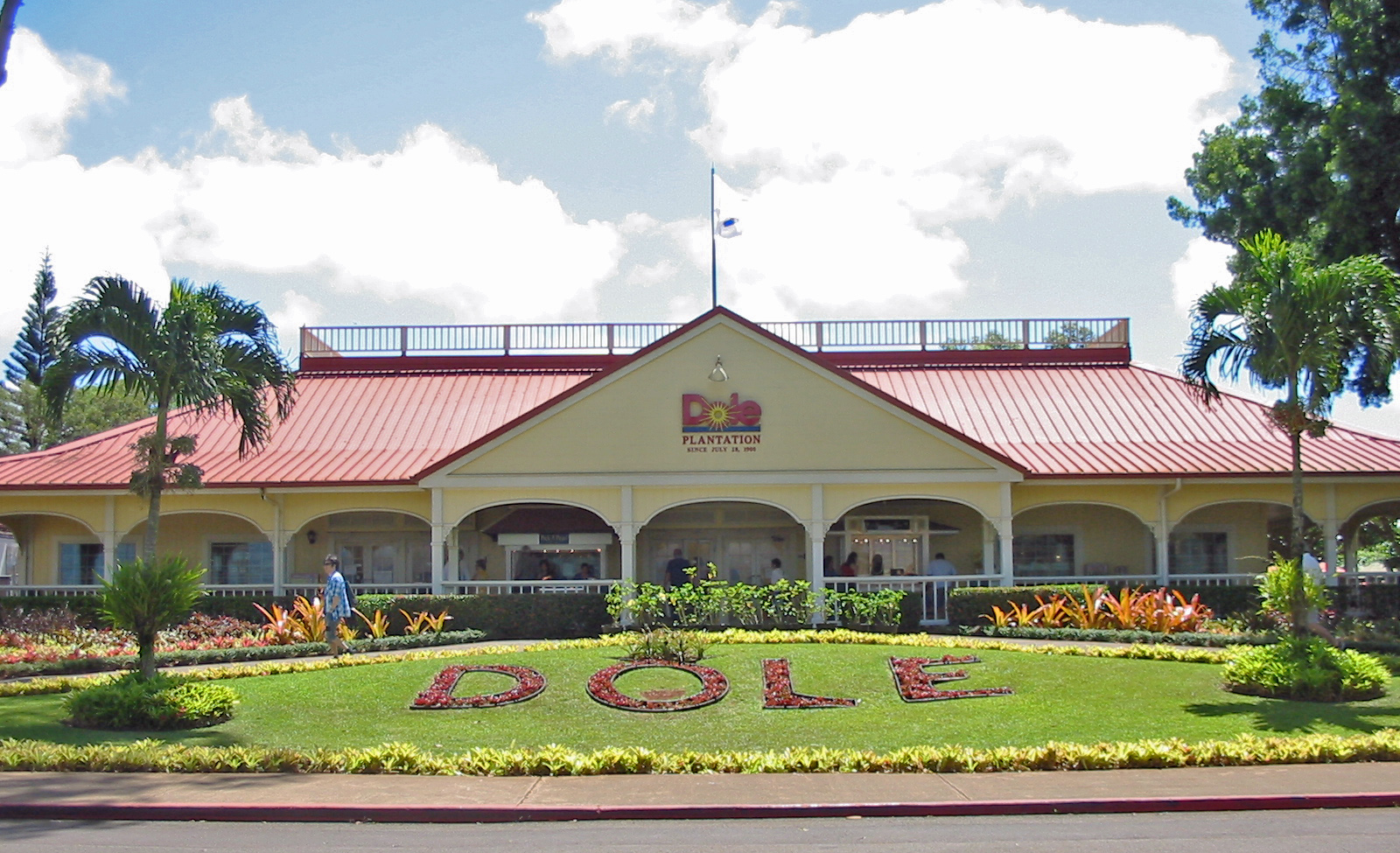
مزرعه آناناس دل در اوهایو

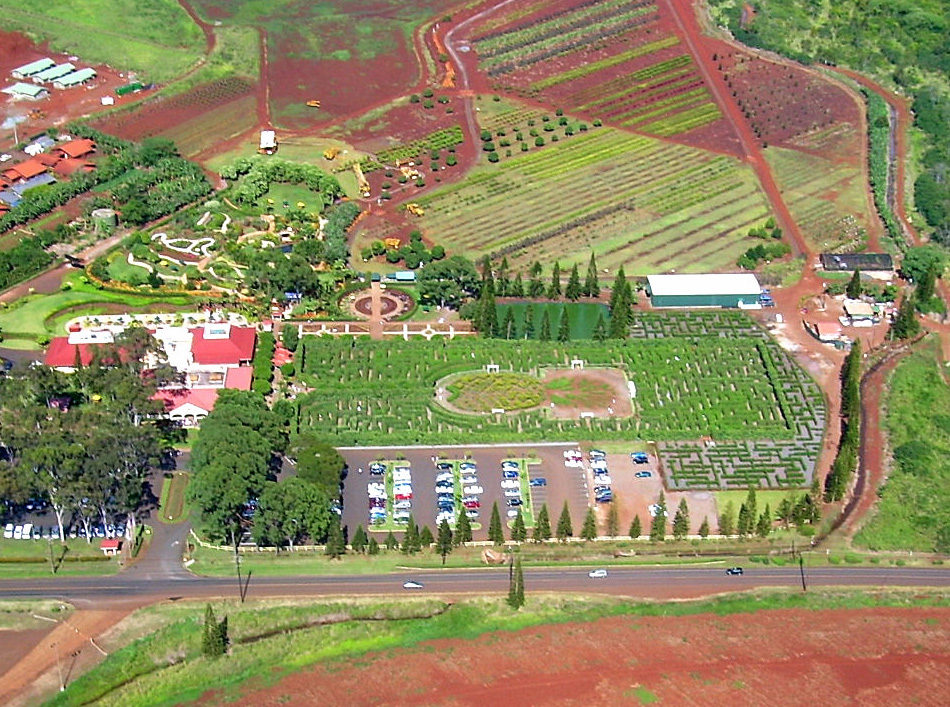
تصویر هوایی از مزرعه آناناس دل در اوهایو

شرکت غذایی دُل (به انگلیسی: Dole Food Company) شرکت محصولات کشاورزی آمریکایی و چندملیتی است، که در سال ۱۸۵۱ توسط جیمز دول تأسیس شد و هم‌اکنون دفتر مرکزی آن در شهر وست لیک ویلج، کالیفرنیا قرار دارد.
این شرکت بزرگ‌ترین تولیدکننده میوه و سبزیجات در جهان است. شرکت دًل بیش از ۷۵٬۸۰۰ کارگر دائمی و فصلی دارد، که بیش از ۳۰۰ محصول را در ۹۰ کشور جهان تولید می‌کنند. از این محصولات می‌توان به موز، آناناس، انگور، توت‌فرنگی و بسیاری دیگر از میوه‌های تازه، یخ‌زده و آب‌میوه‌ها اشاره نمود.
در سال ۲۰۱۰، این شرکت درآمد سالیانه ۶،۸ میلیارد دلار را کسب کرد. در سال ۲۰۱۱ شرکت چیکیتا و دُل دو شرکت برتر تولیدکننده موز در آمریکا بودند.